# بروس بيسلي
بروس بيسلي (بالإنجليزية: Bruce Beasley)‏ هو نحات أمريكي، ولد في 1939.